# Disfix
Ett disfix är ett subtraktivt morfem som yttrar sig genom subtraktion av segment från en ordstam. Oftast är det subtraherade elementet det sista segmentet av ordstammen, men andra former av disfix existerar. Disfix kan således ses som ett slags "antiaffix". Ett exempel kommer från Murle, ett östsudanskt språk som främst talas i södra Sudan, där den sista konsonanten i ett ord tas bort för att bilda plural:
/oɳiːt/ 'revben' (singular) ↔ /oɳiː/ 'revben' (plural).
Produktiva disfix är extremt sällsynt bland naturliga språk, men förekommer i muskogeanska språk som främst talas i sydöstra USA. Liknande subtraktiva morfem i språk som franska är marginella.

## Källhänvisningar
1. ↑  Stela Manova. Subtraction. Understanding Morphological Rules: Studies in Morphology Volume 1, 2011, pp 125-172
2. ↑  Payne, Thomas (2006). Exploring language structure : a student's guide. Cambridge, UK New York: Cambridge University Press. sid. 44, 45. ISBN 0-521-67150-7
3. ↑  Hardy & Montler, 1988, "Alabama H-infix and Disfixation", in Haas, ed., In Honor of Mary Haas: From the Haas Festival Conference On Native American Linguistics, p 399